# Stane Kmet
Stane (Stanko) Kmet, slovenski smučarski tekač, * 1905, Ljubljana, †  20. december 1968.
Kmet je za Jugoslavijo nastopil na Zimskih olimpijskih igrah 1928 v Sankt Moritzu, kjer je v teku na 50 km osvojil 28. mesto.